# Gustav von Girsewald (Generalmajor, 1785)
Conrad Alexander Gustav von Girsewald, seit 1827 Freiherr von Girsewald, (* 6. Juni 1785 in Braunschweig; † 23. Januar 1864 ebenda) war ein braunschweigischer Generalmajor, Oberstallmeister und Kammerherr.

## Leben
Girsewald trat im Alter von 14 Jahren als Junker beim Infanterie-Regiment „von Griesheim“ in den braunschweigischen Militärdienst ein. Im Jahr 1803 wurde er zum Sekondeleutnant ernannt. Nach der Okkupation Braunschweigs durch die französischen Truppen im Jahr 1806 weigerte er sich zunächst, in den französischen Dienst einzutreten, und wurde in Metz interniert. Anfang März des Jahres 1808 trat er schließlich in das 1. Westfälische Kürassier-Regiment in Kassel ein, wo er am 25. August 1808 zum Premierleutnant befördert wurde. Mit seinem Bruder Wilhelm schloss er sich am 22. April 1809 in Homberg als Führer einer Schwadron dem Dörnbergschen Aufstand und Ferdinand Wilhelm von Dörnberg an. Sie flüchteten gemeinsam und schlossen sich dem Husaren-Regiment der Schwarzen Schar, dem braunschweigischen Freikorps des Herzogs Friedrich Wilhelm von Braunschweig an. Hier wurde er zum Ordonnanzoffizier ernannt. Girsewald wurde bei der Erstürmung Halberstadts verwundet und begab sich mit dem Korps anschließend in englische Dienste. Im Jahr 1815 wurde er zum Rittmeister ernannt und aus dem Feldzug auf der Iberischen Halbinsel abberufen, um das Kommando der Depotschwadron des Regiments in England zu übernehmen. Mit diesem nahm er 1815 an den Kämpfen in den Niederlanden teil und wurde anschließend auf Wartegeld gesetzt.
Herzog Karl II. ernannte ihn im Jahr 1824 zu seinem Ordonnanzoffizier. Im Jahr 1826 wurde er zum Major befördert und 1827 zum Kammerherrn und Flügeladjutanten ernannt, wobei er zugleich in den Freiherrenstand erhoben wurde. Unter seinem neuen Landesherrn Herzog Wilhelm wurde er 1830 zum Oberstleutnant befördert und war ab 1831 Vizestallmeister. Anschließend wurde er 1837 Oberst und 1844 Generalmajor. Seiner Initiative ist die Gründung des „Braunschweigisch-Hannoverschen Vereins für Beförderung der inländischen Pferdezucht“ im Jahr 1837 zu verdanken. Dieser hat bis zum Jahr 1848 bestanden und beteiligte sich am Pferderennsport. Im selben Jahr wurde von Girsewald als Kammerherr und Oberstallmeister mit dem Prädikat „Excellenz“ in den Ruhestand entlassen.

## Familie
Girsewald war mit Katharina Raines (1787–1857) verheiratet, mit der er die Söhne Gustav (1812–1871) und Alexander (1815–1890) hatte. Beide dienten als Generalmajore in der braunschweigischen Armee.